# Glenn Robinson
Glenn Alan Robinson Jr. (Gary, Indiana; 10 de enero de 1973) es un exjugador de baloncesto estadounidense que disputó once temporadas en la NBA. Mide 2,01 metros, y jugaba de alero. Fue elegido en la primera posición del draft de 1994, dos veces All-Star y campeón de la NBA en 2005. Su hijo, Glenn, es también jugador profesional.

## Trayectoria deportiva

### High School y Universidad
En su etapa de high school consiguió llevar a su instituto a ganar el campeonato estatal de Indiana, siendo incluido en el prestigioso McDonald's All-American Team, que cada año designa a los mejores jugadores de instituto de Estados Unidos. Acudió a la Universidad de Purdue, donde permaneció dos años, entre 1992 y 1994, siendo, en el último año, galardonado con el reconocido premio Naismith College Player of the Year, o lo que es lo mismo, mejor universitario del año, tras promediar 30,3 puntos y 10,1 rebotes por partido, siendo el mejor de su conferencia en ambas categorías.

### Profesional
Milwaukee Bucks
Tras solo dos años como universitario, se declaró elegible en el Draft de la NBA de 1994, siendo escogido como número 1 por Milwaukee Bucks, firmando un contrato por 10 años y 68 millones de dólares. En su primera temporada fue nombrado en dos ocasiones rookie del mes, y finalmente elegido en el mejor quinteto de novatos, siendo el que mejor promedio de anotación tuvo entre estos, con 21,9 puntos por partido; a pesar de estas estadísticas individuales, el premio de Rookie del año fue otorgado a Jason Kidd y a Grant Hill.
Junto a Ray Allen y Sam Cassell formó un trío demoledor en Milwaukee, conocidos como "The Big Three". Fueron los artífices de que su equipo llegara a las finales de la Conferencia Este en 2001 (3-4 frente a los Sixers). Robinson se marchó de la franquicia como el segundo máximo anotador en toda la historia de los Bucks, sobrepasando los 20 puntos por partido en 7 de las 8 temporadas que permaneció allí.
Atlanta Hawks y Philadelphia 76ers
Tras 8 temporadas en Milwaukee, el 2 de agosto de 2002, fue traspasado a Atlanta Hawks a cambio de Toni Kukoč y Leon Smith. Al año siguiente, el 23 de julio de 2003, de nuevo tuvo que hacer las maletas para ir a parar a Philadelphia 76ers, donde se perdió más de media temporada a causa de una grave lesión. 
San Antonio Spurs
Tras una dura temporada y media, el 24 de febrero de 2005, fue traspasado de nuevo a New Orleans Hornets donde no llegó a jugar, y finalmente, el 4 de abril de 2005, fue fichado para reforzar el tiro exterior de los San Antonio Spurs, cerca del final de la temporada 2004-05, consiguiendo con ellos su único anillo de campeón de la NBA, frente a Detroit Pistons (4-3). El último partido de estas finales, supuso el último partido como profesional de Robinson, el cual tuvo que tomar la decisión de retirarse debido a las continuas lesiones.
En sus 11 temporadas como profesional consiguió unos promedios de 20,7 puntos y 6,1 rebotes por partido.

### Selección nacional
Robinson fue elegido para participar en los Juegos Olímpicos de 1996 con la selección estadounidense, pero no puedo jugar debido a una lesión, y fue sustituido por Gary Payton.

## Vida personal
Su hijo mayor, Glenn, es también jugador profesional de baloncesto. Jugó para la Universidad de Míchigan antes de ser elegido en la posición número 40 del Draft de 2014 por los Minnesota Timberwolves (desde New Orleans Pelicans).
Su hijo pequeño, Gelen, fue campeón de lucha en el instituto en 2013, y jugó a fútbol americano en la Universidad Purdue hasta que firmó por los BC Lions (de la CFL) en 2018.
Su hija, Jaimie, compite en atletismo.

## Estadísticas de su carrera en la NBA

### Temporada regular
| Año      | Equipo       | PJ  | PT  | MPP  | %TC  | %3P  | %TL  | RPP | APP | ROB | TPP | PPP  |
| -------- | ------------ | --- | --- | ---- | ---- | ---- | ---- | --- | --- | --- | --- | ---- |
| 1994-95  | Milwaukee    | 80  | 76  | 37.0 | .451 | .321 | .796 | 6.4 | 2.5 | 1.4 | 0.3 | 21.9 |
| 1995-96  | Milwaukee    | 82  | 82  | 39.6 | .454 | .342 | .812 | 6.1 | 3.6 | 1.2 | 0.5 | 20.2 |
| 1996-97  | Milwaukee    | 80  | 79  | 38.9 | .465 | .350 | .791 | 6.3 | 3.1 | 1.3 | 0.9 | 21.1 |
| 1997-98  | Milwaukee    | 56  | 56  | 41.0 | .470 | .385 | .808 | 5.5 | 2.8 | 1.2 | 0.6 | 23.4 |
| 1998-99  | Milwaukee    | 47  | 47  | 33.6 | .459 | .392 | .870 | 5.9 | 2.1 | 1.0 | 0.9 | 18.4 |
| 1999-00  | Milwaukee    | 81  | 81  | 35.9 | .472 | .363 | .802 | 6.0 | 2.4 | 1.0 | 0.5 | 20.9 |
| 2000-01  | Milwaukee    | 76  | 74  | 37.0 | .468 | .299 | .820 | 6.9 | 3.3 | 1.1 | 0.8 | 22.0 |
| 2001-02  | Milwaukee    | 66  | 63  | 35.5 | .467 | .326 | .837 | 6.2 | 2.5 | 1.5 | 0.6 | 20.7 |
| 2002-03  | Atlanta      | 69  | 68  | 37.6 | .432 | .342 | .876 | 6.6 | 3.0 | 1.3 | 0.4 | 20.8 |
| 2003-04  | Philadelphia | 42  | 42  | 31.8 | .448 | .340 | .832 | 4.5 | 1.4 | 1.0 | 0.2 | 16.6 |
| 2004-05† | San Antonio  | 9   | 0   | 17.4 | .442 | .333 | .870 | 2.7 | 0.9 | 0.4 | 0.3 | 10.0 |
| Total    | Total        | 688 | 668 | 36.8 | .459 | .340 | .820 | 6.1 | 2.7 | 1.2 | 0.6 | 20.7 |
| All-Star | All-Star     | 2   | 0   | 12.5 | .529 | –    | –    | 5.0 | 0.5 | 0.5 | 0.5 | 9.0  |

### Playoffs
| * | Denota temporadas en las que ganó el Campeonato de la NBA |

| Año   | Equipo      | PJ | PT | MPP  | %TC  | %3P  | %TL  | RPP | APP | ROB | TPP | PPP  |
| ----- | ----------- | -- | -- | ---- | ---- | ---- | ---- | --- | --- | --- | --- | ---- |
| 1999  | Milwaukee   | 3  | 3  | 39.3 | .412 | .500 | .889 | 8.3 | 1.7 | 1.0 | 0.7 | 20.7 |
| 2000  | Milwaukee   | 5  | 5  | 34.8 | .405 | .286 | .846 | 4.2 | 2.6 | 1.6 | 0.8 | 15.4 |
| 2001  | Milwaukee   | 18 | 18 | 38.2 | .429 | .387 | .893 | 6.4 | 3.3 | 0.6 | 1.3 | 19.4 |
| 2005† | San Antonio | 13 | 0  | 8.7  | .356 | .300 | .882 | 1.6 | 0.1 | 0.2 | 0.5 | 3.8  |
| Total | Total       | 39 | 26 | 28.0 | .416 | .379 | .885 | 4.7 | 2.0 | 0.6 | 0.9 | 13.8 |